# アインザッツグルッペン裁判
アインザッツグルッペン裁判（アインザッツグルッペンさいばん、Einsatzgruppen Trial）は、1947年9月29日から1948年4月10日にかけてアメリカ合衆国がニュルンベルクで行ったナチ戦犯法廷。戦時中にユダヤ人や民間人への虐殺をおこなったアインザッツグルッペン（以下グルッペン）の指揮官を被告人としたニュルンベルク継続裁判の8つ目の裁判である。
ニュルンベルク裁判とは異なり、アインザッツグルッペン裁判は、連合国4か国によるものではなく、アメリカによる軍事裁判であった。この裁判は公式には、アメリカによるオットー・オーレンドルフらへの裁判と呼ばれた。
占領したソ連領内においてアインザッツグルッペンの犯罪行為に対して、アインザッツグルッペンの指揮官並びにSDの元SS指導者24人が起訴された。アインザッツグルッペンは開戦以来ソ連において、ソ連の知識階級並びにユダヤ人の知識階級の殺害任務を拝領していた。独ソ戦開戦の3か月もたたずに、東部戦線におけるアインザッツグルッペンによる殺人行為がエスカレートし、遅くとも1941年10月には、ユダヤ人を老若男女問わず射殺していた。
戦争捕虜や、ジプシー、精神病患者、人質に取った一般市民ですらも、アインザッツグルッペンの犠牲となった。アインザッツグルッペンによる犠牲は1941年6月から1943年までで、少なくとも60万、別の陳述では100万ともされる 検察はアインザッツグルッペン報告を基に、犠牲者を100万としている。
裁判の判決では無罪判決はなかった。14人の被告が死刑判決を受け、2人は、終身刑、5人は10年から20年の懲役刑を受けた。1人の被告は審理開始時に自殺し、1人は病気のため裁判にかけられず、1人は未決拘留の期間を加算された後に釈放された。冷戦が進む中で、1951年初め、ジョン・J・マクロイはランズベルク刑務所に拘留されている14人の死刑囚について、戦犯恩赦諮問委員会の要望により、10人を懲役刑に変更した。それによって、4人の死刑囚は終身刑に変更され、6人の死刑囚は、10年と25年に減刑された。1953年5月に、3人の受刑者が釈放され、これによって本裁判で死刑執行されなかった者については釈放が完了した。

## 経緯と裁判開廷に至るまで

### ソ連領内におけるアインザッツグルッペン
アインザッツグルッペンはマルクス主義者に満ちた国家の敵とその他の反逆者を一掃するために、アンシェルスによってオーストリア併合時が初期の活動であった。初期のアインザッツグルッペンの指揮官は、フランツ・ジックスで、後にアインザッツグルッペン裁判で起訴された。1938年のズデーデン割譲と1939年のチェコの残部の併合により、アインザッツコマンド、後のアインザッツグルッペンが組織され、国民社会主義支配下の敵を探し出し、掃討することとなった。この頃のアインザッツグルッペンは、敵対者のリストを基にして、行動していたが、第二次世界大戦勃発後は、大量殺戮を行うようになっていた。ポーランドの知識階級や、カトリック、貴族が敵として扱われ、大量虐殺の標的となった。かなりの数のアインザッツグルッペンの隊員がポーランドで虐殺を行ったが、これについては、アインザッツグルッペン裁判では主題とはならなかった。検察は、ソ連領内で行われたアインザッツグルッペン虐殺行為の証拠に基づいて、1941年の独ソ戦開戦時から、1943年の撤退までのアインザッツグルッペンの行動に焦点をあてた。
独ソ戦開戦の約3か月前の1941年3月13日には、RSHAの長官ラインハルト・ハイドリヒがバルバロッサ作戦遂行に伴い、アインザッツグルッペンの介入を国防軍将軍のエドゥワルド・ワグナーに通達した。ヒトラー自らも、ハインリヒ・ヒムラーにバルバロッサ作戦遂行中の『特別措置』を委任した。
「陸軍の作戦区域において、SS指導者は政治体制確立のために、総統から特別任務を拝領するが、これは国民社会主義体制と共産主義体制との最終的な戦いをもたらすものである。（中略）SS指導者は、任務を妨げられることがないようにしなければならない。OKHはSS指導者と詳細について調整すること」
ヒムラーの代理を務めるハイドリヒとOKH長官ヴァルター・フォン・ブラウヒッチュは交渉の上、次のことを決定した。国防軍はアインザッツグルッペンの支援を行い、またアインザッツグルッペンは軍の支配地域の後方において、治安維持の任務を負うこと。これらの任務については、敵組織の重要文書の確保、パルチザン活動の調査及びレジスタンスの逮捕を行うことが含まれていた
アインザッツグルッペンの人員は、RSHAと武装親衛隊から約3,000人の人員が集められ、1941年5月にザクセン地方プレッチュに集結した。一般的には、この時点では、ユダヤ人殺害命令は存在していなかったとされるが、徐々に殺害命令が下されるようになった。1941年6月または7月、アインザッツグルッペンは占領区域におけるユダヤボルシェビズムの知識階級並びにレジスタンスの殺害を行い、そして、当地の住民に反ユダヤのポグロムを支援することが求められた。1941年8月から9月にアインザッツグルッペンの指揮官へ、ユダヤ人殺害命令が下された。4つのアインザッツグルッペン部隊が結成され、アインザッツコマンドー又はゾンダーコマンドに分けられた。
アインザッツグルッペンAは、フランツ・ヴァルター・シュターレッカーが指揮をとり、人員は約1,000人であった。作戦区域は、東プロイセンに始まりバルト海北方地域から、レニングラードまでの北方軍集団の後方であった。
アインザッツグルッペンBは、アルトゥール・ネーベが指揮をとり、人員は655人。作戦区域は、ワルシャワ、ベラルーシ、モスクワ郊外に至る中央軍集団の後方であった。
アインザッツグルッペンCは、オットー・ラッシュが指揮をとり、人員は700人であった。作戦区域はオーバーシュレージェンを起点として、ウクライナ中央部の南方軍集団の後方であった。
アインザッツグルッペンDは、オットー・オーレンドルフが指揮をとり、人員は600人であった。作戦区域はモルドバ、ウクライナ南部、クリミアの第11軍の後方であった。
独ソ戦開戦翌日の1941年6月23日、アインザッツグルッペンは国防軍に追従した。アインザッツグルッペンは、時には、現地警察や地元民の協力を得て、ユダヤ人、ジプシー、戦争捕虜、そして共産党幹部の虐殺を行なった。犠牲者には、女子供に加え老人もおり、彼らは、峡谷、洞穴、採石場などで殺された。大量射殺によって、アインザッツグルッペンの隊員は精神を病み、アルコールの大量摂取で気を紛らわせようとしたが、決して解消されることはなかった。そのような状況を考慮し、RSHAは殺害を効率化するためガストラックを用意し、1941年末以降、ユダヤ人の大部分はこの方法で虐殺された。とりわけ一般的によく知られているのは、バビ・ヤール渓谷での虐殺であり、これは1941年9月29日から30日にかけて行われ、33,000人が虐殺された。1941年から1942年にかけてアインザッツグルッペンによって殺害されたユダヤ人の数は次のとおりである。アインザッツグルッペンAが249,420人、アインザッツグルッペンBが45,467人、アインザッツグルッペンCが95,000人、アインザッツグルッペンDが92,000人。国防軍のとある軍人が、戦後、ユダヤ人が射殺された様子について、こう証言した。
「白いひげを生やした老人が左腕にステッキをぶら下げて、墓穴に横たわっていた。しかし、この老人は、辛うじて生きており、私は、アインザッツグルッペンの隊員の一人に、この老人はもう死なせてやってくれと頼んだところ、その隊員は、笑いながら、「もう、奴の腹に7発も撃ち込んでやったから、そのうち死ぬだろう」といっていた」
ドイツによって、ソ連領内の支配を確立した後、親衛隊及び警察高級指導者の隷下にある秩序警察や武装SSそして地元の協力者がユダヤ人の更なる大虐殺を開始した。これにより、犠牲者の数は少なくとも60万人、最大で100万人以上が犠牲となった。パウル・ブローベルが指揮するゾンダーコマンドは、1005作戦にて、1943年夏以降、証拠隠滅のため、虐殺され埋められた死体を掘り起こして、焼却しなければならなかった。

### オットー・オーレンドルフの出廷
親衛隊中将のオットー・オーレンドルフはアインザッツグルッペンDの指揮官を務め、アインザッツグルッペン裁判では階級が最も高い3人の被告の内の1人であった。エーリヒ・ナウマン、ハインツ・ヨストもオーレンドルフと同等の地位であったが、オーレンドルフは知的で、容姿端麗で、カリスマ性があった。そのため、オーレンドルフは被告側の中心人物となり、この裁判はアメリカ対オットー・オーレンドルフ達という図式になった。アインザッツグルッペン裁判が開廷される前、オーレンドルフはアインザッツグルッペンの任務や命令系統、組織構造について、証言を行なっている。当初、イギリスに戦争捕虜となった時に証言し、そして、ニュルンベルク裁判でも証言を行なっている。オーレンドルフの証言が無ければ、アインザッツグルッペン裁判は開廷されることはなかったと考えられ、つまり、オーレンドルフの証言によって、ニュルンベルク継続裁判開廷につながったという見方ができる。アメリカの検察官、ホイットニー・ハリスは、オーレンドルフについて、アインザッツグルッペン裁判を開廷した人物だと評した。
オーレンドルフは1942年7月にアインザッツグルッペンDの指揮権を、
ヴァルター・ビーアカンプに移譲し、ベルリンのRSHA本部へと帰任し、SD第3局の局長に就任した。その他、経済省でも執務をしていた。終戦時、オーレンドルフはデーニッツのいる、フレンスブルク政府に身を置いていた。1945年5月21日、数100名の職員と共に、イギリスの捕虜となり、捕虜になった時点では、オーレンドルフは世論調査員や経済専門家として、連合国に貢献したいと要望していた。
オーレンドルフのニュルンベルク裁判での証言はセンセーションを巻き起こした。1946年1月3日、オーレンドルフは初めて証言台に立ち、アインザッツグルッペンによる大量虐殺の詳細について、淡々と述べ、被告人ならびに弁護人に衝撃を与えた。検察にとっては、オーレンドルフの証言は貴重であった。IMTの検事テルフォード・テイラーは、自身の回顧録でオーレンドルフの証言を立証責任の観点で、強い影響力があったとしている。オーレンドルフの証言台での尋問は、彼がイギリスの捕虜になった時に尋問を行なっていた、ジョン・アーメン検事が行なった。アーメン検事の尋問によって、オーレンドルフの証言の中に突破口を見出した。ニュルンベルク裁判の他の参加者も、オーレンドルフの自白が非常に重要であると主張し、マイケル・ムスマンモ判事は、ニュルンベルク裁判に関する本の中で、そのように述べている。ムスマンモ判事は、オーレンドルフは、自分で自分を起訴して、自分を裁判にかけて、自分を有罪にしたという印象を受けたと述べている。

### アインザッツグルッペン報告書の発見(1946年から1947年にかけて)
アインザッツグルッペン報告書は裁判の証拠として、つまり容疑者の特定や捜索において非常に重要な役割を持っていた。アインザッツグルッペン報告書は、次の一連の報告書や文書である。
1941年6月から1942年4月までにソ連で起こした195件の事件。1件を除いて、全件が記録として残されている。
- 当該期間において提出されたソ連領内における、治安警察やSD、アインザッツグルッペンの活動並びに報告状況。この報告書は要約されており、報告内容には同じような行為が記載されている[20]。

- 東部から提出される定期的な報告書。これらの報告書はユダヤ人殺害に関して、直接的な記述は見られないが、パルチザンに対する戦闘記録が多数詳細に記載されている[20]。

・3件の報告：ヴァルター・シュタレッカーによる1941年10月と1942年1月の2件の報告について。カール・イェーガーによる、1941年12月の報告書。
これらの報告は、1941年6月から1943年5月までに、ベルリンにあるRSHA本部からの無線通信や手紙で報告されていたものである。それには、ユダヤ人やソ連人の殺害人数や、殺害に関与した部隊についても記載されていた。これらの文書は機密扱いで、『国家機密』と注記があった。文書には2桁の数字が印字されており、番号付きのサンプルで配布された。配布先には、RSHAの関係者、ナチス党の上級職員、政府関係者、軍関係者が含まれていた。アインザッツグルッペン内でさえも、この報告書を閲覧・送信できる者は限られており、例えば、アインザッツグルッペンDでは、3人の将校と1人の無線通信士だけが、自部隊の報告書を閲覧できた。
アメリカ軍将軍ルシウス・D・クレイが1945年、第6889BDC(ベルリン文書センター、BerlinDocumentCenter)を設立し、第三帝国が管理していたファイルを所蔵した。当センターの主な役割は、戦勝4か国へ必要な行政文書を提供するためだった。しかし、第三帝国の記録文書が、ドイツ当局や戦勝4か国へと引き渡されると、ナチス犯罪の訴追と重点が置かれることになった。第6889BDCはベルリン文書センターの基となった。
1945年9月3日、第6889BDCはベルリンのゲシュタポ本部4階にあった2 tの文書を接収した。文書はRSHAとゲシュタポが保管していたファイルは578に及んだ。そのうちの、12のファイル(E316、E325-335)には、ソ連領内での報告書がほぼ含まれていた。
それ以降、アインザッツグルッペン報告書はアメリカの手にあったが、それらの存在が明らかにされたのはかなり後のことだった。1945年末に、アメリカ領内にあった文書センターは、1600 tの記録文書があり、推定ではベルリンBDCだけで、800万から900万もの文書を押収していた。記録文書の精査は遅々として進まなかった。そのため、ニュルンベルク裁判時点で、アインザッツグルッペン報告書は検察側には知られておらず、証拠とはならなかった。
ロバート・H・ジャクソンの助手であるテルフォード・テイラー陸軍准将が1946年10月より、ジャクソンを引き継いで、ニュルンベルク継続裁判の首席検事となった。1946年初頭より、テイラーはワシントンDCで戦争犯罪首席弁護人(Office of Chief of Counsel for War Crimes (OCCWC))を募集していたが、それは難しいことがわかった。1944年から1945年にアメリカ陸軍に従軍し、戦争犯罪の捜査、起訴の経験を積んだ弁護士は、ほとんど復員しており、むざむざ廃墟と化したドイツで再び勤務したがる者もおらず、慢性的な人手不足に悩まされていた。そんな中、テイラーのハーバードロースクール時代の刑法教授・シェルドン・グルエックは、同じくハーバードロースクールのベンジャミン・フェレンツを推薦した。彼は戦争犯罪起訴に関して、1945年2月にドイツの法務官を務めていた。フェレンツは1945年末に退役し、アメリカに復員していた。1946年5月、フェレンツは、戦争犯罪主席弁護人を引き受けた。フェレンツは当時26歳であった。1946年中ごろ、彼は渡独した。テイラーは直ちに、フェレンツをベルリンへと送り、フェレンツはそこで調査担当者チームを立ち上げた。フェレンツの任務はナチス当局が押収した記録文書を、ニュルンベルク継続裁判で証拠として使えるかどうかを検討することであった。1946年8月16日、テイラーはフェレンツを戦争犯罪主席法律顧問機関のベルリン支部局長に任命した。
フェレンツは1946年末から1947年初にかけて、アインザッツグルッペン報告を発見した。OCCWCのメンバーが、多数の番号付きのファイルを提示した。それは、ガリ版刷りの原本のファイルであった。フェレンツは、これらの文書が証拠として重要なものとして認識し、ニュルンベルクへ行き、テイラーに提出した。OCCWCの記録文書によると、アインザッツグルッペン報告の最初の文書による言及は1947年1月15日に見られる。アメリカ側の戦争捕虜と人事記録とを照合した結果、ハインツ・シューベルトといった人物が無罪放免されていることがわかった。もはや一刻の猶予もなかった。アメリカによるアインザッツグルッペン報告の評価と訴追へ使える時間は限られていた。1947年年初時点では、テイラーは、18のニュルンベルク継続裁判を抱えており、予算と時間が不足しており、縮小させざるを得なかった。1947年3月14日になっても、テイラーは、アメリカ軍政部に開廷予定だった3つの裁判については、必要性が低いため開廷しないようにしてはどうかと提案した。縮小対象の裁判は、オーレンドルフを筆頭とする、SD、ゲシュタポ、RSHAの幹部に対しての裁判であった。この時点では、アインザッツグルッペンの犯罪の深刻さとアインザッツグルッペン報告の証拠能力については、アメリカの検察当局は重要と考えていなかった。

### 訴訟決定と裁判の編成(1947年から1948年)
1947年年初、フェレンツの上官であるテイラーに、アインザッツグルッペン報告を初めて提示したものの、テイラーは開廷予定の裁判を実施するにあたっては、人員、予算、時間の問題があり、追加でアインザッツグルッペン裁判を行うことは却下した。しかし、フェレンツの切なる思いを訴えたのが功を奏したのか、それともアインザッツグルッペン報告に虐殺に関して確固たる証拠があると考えたのか、いずれにせよテイラーはオーレンドルフらへの裁判を行うことにした。裁判では、ソ連領内で行われた事件のみを扱い、オーレンドルフは被告として残ることとなった。1947年3月22日、テイラーはこの裁判の主任検事を任命した。主任検事は27歳のフェレンツが任命され、ニュルンベルク裁判で最年少の検事であった。これにより、アインザッツグルッペン裁判が始まった。
フェレンツは後に、テイラーから条件付きで検事を任されていた。その条件とは、OCCWCで新しい検事や捜査官を雇わないこと、決められた予算内と日程内で裁判を行うこと、と書いている。フェレンツは並行して行われていたニュルンベルク継続裁判から4人の検事を自分の裁判に引き抜いた。チェコ出身のアーノスト・ホーリク=ホッフバルト、ジョージア州出身のピーター・ウォルトン、ニューヨーク出身のジョン・グランシー、そして、バージニア州出身のジェームズ・ヒースである。引き抜いた検事は、アメリカの見立てでは有能な検察ではなかった。アインザッツグルッペン裁判以外の継続裁判の主任検事が、能力の劣った検事をフェレンツに引き渡したのである。この検事の内、ジェームズ・ヒースは経験豊かな検事ではあったものの、酒癖が非常に悪かった。テイラーはヒースを解雇しようとも考えていたが、フェレンツとヒースは、ニュルンベルクで同室であったため、ヒースにチャンスを与えることにした。
管轄裁判所は、ニュルンベルク軍事法廷II（NMT-II）であった。裁判長は、ペンシルベニア州ピッツバーグの元裁判官であったマイケル・A・ムスマンモであった。アラバマ州の有名弁護士であるジョン・J・スピートと、ノースカロライナ州最高裁判所の元裁判官であるリチャード・D・ディクソンらが裁判官を務めた。裁判は主にムスマンノが主導権を握っていた。

### 被告人
被告人には、8人の弁護士、大学教授、歯科医、オペラ歌手、美術鑑定家が含まれていた。 階級としては将官が6人、佐官が16人、下士官1人が告発された。被告人のハオスマンは、1947年7月31日に審理開始前に自殺した。起訴状は1947年7月3日に完成し、1947年7月29日にオイゲン・シュタイムレ、ブラウネ、ヘンシュ、シュトラウヒ、ヴァルデマール・クリンゲルヘーファー、ラデツキーら、他の被告人を追加した。裁判所に提出した起訴状には、1947年7月末以前に被告人へ提出され、全被告人に次の三つの罪状が含まれていた  。
1. 人道に対する罪
2. 戦争犯罪
3. 犯罪組織の構成員

### 被告人の一覧と量刑のリスト
| 名前                                                        | 名前 | 第三帝国での地位                                                                      | 判決                               | 備考                                                              |
| ----------------------------------------------------------- | ---- | ------------------------------------------------------------------------------------- | ---------------------------------- | ----------------------------------------------------------------- |
| オットー・オーレンドルフ Otto Ohlendorf                     |      | 親衛隊中将 国家保安本部国内SD局長 グルッペンD司令官                                   | 絞首刑                             | 1951年6月7日死刑執行                                              |
| ハインツ・ヨスト Heinz Jost                                 |      | 親衛隊少将 国家保安本部対外SD局長 グルッペンA司令官                                   | 終身刑                             | 1951年に10年に減刑                                                |
| エーリヒ・ナウマン Erich Naumann                            |      | 親衛隊少将 SD隊員 グルッペンB司令官                                                   | 絞首刑                             | 1951年6月7日死刑執行                                              |
| エルヴィン・シュルツ Erwin Schulz                           |      | 親衛隊少将 ゲシュタポ隊員 グルッペンCアインザッツコマンド5隊長                        | 懲役20年                           | 15年に減刑 1954年1月9日に釈放                                     |
| フランツ・ジックス Franz Six                                |      | 親衛隊少将 国家保安本部資料局長 グルッペンBボルコマンドモスクワ隊長                   | 懲役20年                           | 1951年に15年に減刑 1952年9月30日に釈放                            |
| パウル・ブローベル Paul Blobel                              |      | 親衛隊大佐 SD隊員 グルッペンCゾンダーコマンド4a隊長                                   | 絞首刑                             | 1951年6月7日死刑執行                                              |
| ヴァルター・ブルーメ Walter Blume                           |      | 親衛隊大佐 SDとゲシュタポ隊員 グルッペンBゾンダーコマンド7a隊長                       | 絞首刑                             | 1951年に25年に減刑 1955年に釈放                                   |
| マルティン・ザントベルガー Martin Sandberger                |      | 親衛隊大佐 SD隊員 グルッペンAゾンダーコマンド1a隊長                                   | 絞首刑                             | 1951年に終身刑に減刑 1958年に釈放                                 |
| ヴィリー・ザイベルト de:Willy Seibert                       |      | 親衛隊大佐 SD隊員 アインザッツグルッペンD司令官代理                                   | 絞首刑                             | 1951年に15年に減刑                                                |
| オイゲン・シュタイムレ Eugen Steimle                        |      | 親衛隊大佐 SD隊員 グルッペンBゾンダーコマンド7a隊長 グルッペンCゾンダーコマンド4a隊長 | 絞首刑                             | 1951年に20年に減刑 1954年に釈放                                   |
| エルンスト・ビーバーシュタイン Ernst Biberstein             |      | 親衛隊中佐 SD隊員 グルッペンCアインザッツコマンド6隊長                                | 絞首刑                             | 1951年に終身刑に減刑 1958年に釈放                                 |
| ヴェルナー・ブラウネ Werner Braune                          |      | 親衛隊中佐 SDとゲシュタポ隊員 グルッペンDゾンダーコマンド11b隊長                      | 絞首刑                             | 1951年6月7日死刑執行                                              |
| ヴァルター・ヘンシュ de:Walter Hänsch                       |      | 親衛隊中佐 SD隊員 グルッペンCゾンダーコマンド4b                                       | 絞首刑                             | 1951年に15年に減刑                                                |
| グスタフ・アドルフ・ノスケ Gustav Adolf Nosske              |      | 親衛隊中佐 ゲシュタポ隊員 グルッペンDアインザッツコマンド12隊長                       | 終身刑                             | 1951年に10年に減刑                                                |
| アドルフ・オット Adolf Ott                                  |      | 親衛隊中佐 SD隊員 グルッペンBゾンダーコマンド7b隊長                                   | 絞首刑                             | 1951年に終身刑に減刑 1958年5月9日に釈放                           |
| エドゥアルト・シュトラウヒ Eduard Strauch                   |      | 親衛隊中佐 SD隊員 グルッペンAアインザッツコマンド2隊長                                | 絞首刑                             | ベルギーへ引き渡し 1955年に病院で死去                             |
| ヴァルデマール・クリンゲルヘーファー Waldemar Klingelhöfer  |      | 親衛隊少佐 SD隊員 グルッペンBゾンダーコマンド7b隊員                                   | 絞首刑                             | 1951年に終身刑に減刑 1956年に釈放                                 |
| ロタール・フェントラー de:Lothar Fendler                    |      | 親衛隊少佐 SD隊員 グルッペンCゾンダーコマンド4b隊長代理                               | 懲役10年                           | 1951年に8年に減刑                                                 |
| ヴァルデマール・フォン・ラデツキー de:Waldemar von Radetzky |      | 親衛隊少佐 SD隊員 グルッペンCゾンダーコマンド4a隊長代理                               | 懲役20年                           | 1951年釈放                                                        |
| フェリックス・リュール de:Felix Rühl                        |      | 親衛隊大尉 ゲシュタポ隊員 グルッペンDゾンダーコマンド10b隊員                          | 懲役10年                           | 1951年釈放                                                        |
| ハインツ・シューベルト de:Heinz Schubert                    |      | 親衛隊中尉 SD隊員 グルッペンD隊員                                                     | 絞首刑                             | 1951年に懲役10年に減刑                                            |
| マティアス・グラーフ de:Matthias Graf                       |      | 親衛隊少尉 SD隊員 グルッペンDアインザッツコマンド6隊員                                | 刑期終了 →釈放                     | 1942年〜1945年に命令違反で投獄されていたことによるもの 1948年死去 |
| オットー・ラッシュ Otto Rasch                               |      | 親衛隊少将 SD及びゲシュタポ隊員 グルッペンC司令官                                     | 1948年2月5日に裁判除外 11月1日死去 | 1948年2月5日に裁判除外 11月1日死去                                |
| エミール・ハウスマン Emil Haussmann                         |      | 親衛隊少佐 SD隊員; グルッペンDアインザッツコマンド12隊員                              | 1947年7月31日自殺                  | 1947年7月31日自殺                                                 |

### 弁護士について
アインザッツグルッペン裁判は、他の11のニュルンベルク継続裁判と同様に統制評議会法第10号(CCL10)に基づいて行われた。CCL10はロンドン憲章の手続きを引き継いでいた。これらの手続きルールには、被告人は弁護士を選択する権利が保障されていた。もし、被告が弁護士を選ばない場合や弁護士を雇う金がない場合、公選弁護人がつけられた。しかし、実際には被告は自分で弁護士を選んだ。被告の依頼を受諾した弁護士は、アメリカ側から、月3,500ライヒスマルクを報酬として支払われ、同裁判で別の被告からの依頼を受諾した場合は、更に1,750ライヒスマルクが支払われた。また、給与代わりに貴重な臨時手当もあった。その臨時手当とは、依頼を受けた弁護士は、アメリカの食堂で1日3食、合計3,900kcal/日の食事にありつけたのである。なお、1947年から1948年にかけては冬の飢餓が蔓延しており、アメリカ占領区域では食糧配給カードを配布していたが、一般的な摂取カロリーは良くても1,500 kcal/日だった。また、彼らは1948年6月の通貨改革まで、事実上の通貨であったタバコを週に1カートンを受け取っていた。タバコ1カートンは闇市価格で、1947年から1948年の冬は、1,000ライヒスマルクから2,000ライヒスマルクに相当する価値があった。このような優遇措置があったため、ニュルンベルク裁判での弁護士職は人気があり、ほとんどの被告は自分が希望した弁護士によって弁護された。
裁判は、ドイツ語と英語の同時通訳で行なわれ、両言語が理解できる弁護士は有利であった。
議事録は英語のみで作成され、そして詳細は省略された形で公開された。つまり、英語が理解できる弁護士は、公式な議事録が公開される前に、議事録の翻訳ミスを指摘し修正してもらうことができた。殆ど全ての被告には、主担当の弁護士と助手を務める弁護士、2名の弁護士がついていた。これにより40名以上の弁護士が裁判に関係した。
弁護士と検察の比率は2対1となっており、弁護士側が数の上では有利であった。しかし、規模の面では、検察側は研究者の軍隊とも言われ、数の劣勢については相殺することができていた。弁護側と検察側を比較すると、準備期間は弁護側の方が短く、また、文化的な面でアメリカの法解釈に慣れていない点も弁護側は不利であった。このように、構造的に弁護側が不利な状況を是正するため、アメリカ軍政府は弁護団にインフラを提供した。つまり、弁護団は被告情報センターで全ての裁判資料の閲覧権利を所有し、証人についても、弁護団が呼び出して質問することができるようにした。そして、弁護団は、訴訟中は暖房がある事務所を使うことができ、戦争で廃墟と化したニュルンベルクでは重要な要素となった。

### 弁護士の選任について
被告側は弁護士について、ほとんど制約を受けなかった。言語の問題や手続き上の能力を考慮すると、アメリカ人弁護士が好ましいとされたが、1947年時点のニュルンベルクでは、該当する弁護士はほとんどいなかった。また、ドイツ人弁護士であれば、被告人とは言語や文化、そして、ナチス・ドイツ時代の経験を共有しているため、アメリカ人にとっても公平な裁判であるという印象を与えた。こうして、弁護人は全てドイツ人が務めることとなった。第二次世界大戦終戦以前の政治的な落ち度についても、裁判に参加するにあたって障壁とはならなかった。非ナチ化訴訟で主犯格とされたものだけが弁護士としては除外された。例えば、ハンス・ガウリクは、1945年以前に、ブレスラウで検察官を務めており、人民法廷での出廷経験もあったが、弁護人として認められた。
40人以上いる弁護士の中には、ナチス関連の他の裁判で弁護士を務めた者もいる。例えばオーレンドルフの弁護士を務めたルドルフ・アッシェナウアーは、数百人のナチス裁判の弁護を担当し、極右の代表的人物として知られ、ナチス裁判の被告人の支援とロビー活動を行なう組織の設立者を務めてもいた。ハンス・ガウリクは1950年に州の中央法律弁護事務所の所長に任命され、ザイベルトの主な弁護人であった彼の助手ゲルハルト・クリンナートとともに、ニュルンベルク医師裁判において強制収容所医師ヴァルデマール・ホーフェンの弁護も行った。 ブルーメの弁護人ギュンター・ルンメルトもIG・ファルベン裁判と大臣裁判で弁護人を務め、その後ケルン高等地方裁判所で弁護士として働き保守派の出版社で国際法および平和研究に関しての本の出版を行なった。ルメルトは1930年以来、ブレスラウ高等裁判所の弁護士を務めていた。エルンスト・ビーバーシュタインの弁護人であった、ニュルンベルクでも指折りの弁護士フリードリッヒ・ベルゴルトは、ニュルンベルク裁判においてマルティン・ボルマン(本人が消息不明のため欠席裁判ではあったが)の弁護を担当していた。ヘンシュの弁護人フリッツ・リーディガーは、大臣裁判では、ヴァルター・シェレンベルクの弁護士であった。これらの弁護士のほとんどは、ナチス・ドイツ時代にすでに弁護士資格を取得しており、例えば、ラッシュの弁護人であるハンス・スールホルトは、人民裁判所で弁護人を務めていた。
弁護側の主張
弁護団は協力して戦略を練ることはなかった。それは、被告個々の証拠と犯罪行為への加担度合いが異なっていたためである。アインザッツグルッペンの違法性と被告の後悔の念を強調し、各被告の犯罪行為への加担を最小限に抑え、ナチス政権と一定の距離を置いていたと主張する弁護方針は、グラフやリュールにとっては有効であった。しかし、オーレンドルフやブルーベルのような被告にとっては、逆効果だった。準備期間は短く、弁護側はアメリカの慣習に従った裁判には不慣れであった。アインザッツグルッペン報告と被告人の審問記録が決定的な証拠となった。したがって、弁護団は多かれ少なかれ、異なった、そして弱い論拠を基に弁護を行い、数を撃てば当たる方針で弁護を行なった。結果的には、自分たちの首を絞める結果となった。弁護側には、主張に違いはあれど、弁護方針の下記の3点については共通していた。
1.アインザッツグルッペンにおける、被告による違法行為の否定
2.被告の犯罪行為への加担は非常に限られたものであるということ
3.被告にとって有利な状況を作り出すこと
ニュルンベルク裁判では、平和に対する罪という、新しく作られた犯罪とは対照的に、アインザッツグルッペン裁判は罪刑法定主義の原則に即しておらず、現場の指揮官レベルに組織的な大量殺戮についての起訴に正当性を求めるのは困難であった。裁判の合法性と責任については、CCL10が解決し、主題となることはなかった。
アインザッツグルッペンによる犯罪行為が、刑罰であるか否かについては、2つの主論点によって争われた。
1つめは、アインザッツグルッペンによる犠牲は正当防衛であるか否か、2つめは、被告人が超法規的措置の下に行動を起こしたかということの2点である。
殆どの弁護士は、各被告の犯罪行為への加担を矮小化しようとした。最も単純な論証方法として、被告は大量虐殺が行われたときには、指揮官に着任したのは、虐殺が行われた月の15日であったのか、それとも2か月後であったのか否かが問われた。そこで、ベルリンにいる歯科医の受診日と、その年のカレンダーも証拠として提出された。東部戦線に所在していたのがいつであるかが重要であった。それは、アインザッツグルッペン報告には、各被告人の犯罪行為の具体的な場所・日付が記されていたためである。たとえ、告訴の一部が棄却されたとしても、殆どの被告人は大量殺戮の責任者として起訴されたのである。とある1件の大量殺戮時には、不在にしていたとしても、一連の殺戮行為については免責されるものではなかった。しかし、一番の問題は指揮官の特定であった。アインザッツグルッペン部隊の指揮官が明確に特定されている場合は弁護しようにも絶望的であったが、しかし、ザイベルト、フェントラー、ラデツキーと言った人物の場合は、そうでもなかった。このような被告人の弁護士は、まずフェントラー、ザイベルトについては、アプヴェーア( 第III部、 防諜任務を主とする)の責任者として、つまり情報収集の専門家として行動していたと主張した。ラデツキーの弁護士は、ラデツキーの役職は、名誉職のようなもので、決定権はない専門職であると主張した。被告人は殺戮行為に関与していなかったのは勿論、そもそもそのような行為の存在も知らなかったと主張していることもあった。しかし、このような主張を行なったとしても、アインザッツグルッペンとの関わりを断ち切ることにはつながらず、むしろ被告の信頼性に疑問が生じた
弁護側は、各被告の人格面についての証拠を提示した。証人と宣誓書は、被告人の評判や人格面について証言することも認められており、アメリカの司法界では、人格証拠として認められた。SDとSSの部下や同僚は、被告人を思いやりがあり、実直な人物であったと口頭ないし書面で確約した。しかし、ブロベルについては、卑劣で臆病な人物と証言され、良い証言がなされなかった唯一の被告であった。もう一つの共通した議論として、アインザッツグルッペンの外での活動についてである。ブラウネは1945年のノルウェーでKdSとして活動していたが、拘束下のアイナー・ゲルハルゼンを釈放するなどして、ヨーゼフ・テアボーフェンと対立していた。情状酌量として利用しようとしたものの、かえって弁護側には不利になってしまったことがある。例えば、被告の中には、部下への配慮として、処刑に対応できない部下や、酒に逃げている部下に対して、ベルリンへと帰任させたと主張した被告もいた。しかし、このような被告については、結果的には、キャリアを断つこともなく、懲戒処分を受けることがなく、アインザッツグルッペンとして行動したという証左であり、殺戮行為への加担を決断したことになる。

## 裁判の経過と判決

### 被告人の弁明（1947年9月）
1947年9月15日、被告人立会いの下、裁判が開廷された。この手続きは、アングロサクソンの刑事訴訟法では、罪状認否に当たる段階のものである。被告人は、起訴状朗読に対して、有罪または無罪であると宣言しなければならなかった。全被告人が起訴状記載の内容については、無罪であると主張した。無罪であるとの返答についての意図や意味については、罪状認否の時点では問われることはなかったものの、裁判の過程で明らかになった。つまり、弁護側は立証責任の観点から、被告の犯罪行為への関与を争点とすることはできず、被告人個々の命令の錯誤、緊急措置命令であったかなどによって反証しようとした。起訴状においては無罪という主張は、続く数年の戦争犯罪裁判においては、デファクトスタンダードとなったが、これは、ニュルンベルク裁判の弁護人が、この分野の専門家に成長した証左でもある。

### 本裁判(1947年8月から1948年2月まで)
アインザッツグルッペン裁判の主裁判は1947年8月29日に始まり、600号裁判室の軍事法廷II-Aで始まった。なお、この裁判室は2年前のニュルンベルク裁判が行われた裁判室でもあった。主任検事ベンジャミン・フェレンツが起訴状を提出し、本裁判が開廷された。裁判の規模の大きさと、少なくとも数十万単位の死者が出たにもかかわらず、証拠提出は、わずか2日間で完了した。253点にも及ぶ証拠資料が提出され、殆どがアインザッツグルッペン報告書の活動並びに状況報告書や、被告自身による宣誓供述書からなっていた。証拠の収集が異例とも言えるわずか2日間で完了したのは、証拠の確度の高さもあったが、スターリン支配下のソ連から、ソ連の検察を召喚し、ソ連領内で現地調査を行なうことが難しかったからである。したがって、検察側にはソ連人はおらず、OCCWCの尋問官のロルフ・ヴァルテンベルク、フランス海軍所属の筆跡鑑定を担当していたフランソワ・バイユの2人の証人しかいなかった。
1947年10月6日、最初の弁護人であるルドルフ・アシェナウアーがオーレンドルフを弁護した。アシェナウアーは裁判の中では最も若い弁護士であったが、間もなく、数多くいる弁護人の主導的な役割を担うようになった。アシェナウアーは、颯爽と登場し、ムスマンモ判事の目には、まるでシェイクスピア俳優の様に映った。法廷が驚いたことに、アシェナウアーはオーレンドルフの殺戮行為の実行並びに参加について、否認しなかった。オーレンドルフはソ連領内での殺戮行為には、確かに関わっていたが、それらは殺戮行為時点では、国家としての正当防衛とされるものであると信じていたのである。したがって、誤想防衛によるものであるとした。誤想防衛とは、ドイツの法律体系にも英米の法律体系にも見られるもので、極めて稀であるが判例にも適用されることがあった。被告人は罪のない一般市民を射殺したが、これについて被告は、ユダヤ・ボルシェビズムの脅威からドイツ帝国を守り、ドイツ国民がソ連との絶滅戦争を生き抜くために必要であったという強い信念をもって行なったことであると主張した。アシェナウアーの2つ目の弁護方針は緊急命令についてである。オーレンドルフは軍の指揮下にあり、ヒトラーの命令をブルーノ・シュトレッケンバッハ経由で受けており、つまり、総統命令によるユダヤ人絶滅指令を受けていたはずである。戦時中、抗命は死刑を意味することに他ならなかった。
本公判は1948年2月まで続き、78日間続いた。1948年2月4日から2月12日まで、弁護側は弁護を行なった。検察側の最終討論は1948年2月13日に行われた。

### 刑期と判決(1948年3月から4月)
裁判終了後、量刑の判決を巡って、ムスマンモ、スペイト、ディクソンの3人の裁判官が話し合い、現行法と照らし合わせると死刑であることがすぐに確定された。ムスマンモはオズヴァルト・ポールの裁判で既に死刑判決を下していたが、主任裁判官ではなかった。ムスマンモは、サッコとヴァンゼッテの死刑執行を停止させようとしたり、ペンシルベニア州の刑事弁護士や控訴審の裁判官として死刑に反対しており、このアインザッツグルッペン裁判では、その点で重大責任を負っていた。フェレンツは、ムスマンモから死刑判決を下すことは良心に耐え難い重責であるという手紙を受け取っていた。ムスマンモは被告と面と向かって、「あなたは死刑だ」ということを宣言しなければならないという思いを胸に、眠れぬ夜を過ごした。イタリア系アメリカ人でカトリック教徒であるムスマンモは、友人であるアメリカ陸軍大尉フランシス・コニエズニーに対して、精神的な支えになってほしいと依頼した。
3月終わりまでには、判決を取りまとめ終えた。ムスマンモは、コニエズニーに、瞑想と祈りをするための場所を要望し、コニエズニーは場所を探すのを手伝った。その場所はニュルンベルクから50 km離れたゼリゲンポルテン修道院で、修道士のステファン・ガイヤーとキャロル・メッシュより援助を受けた。メッシュはイタリア語を母語としていたが、ドイツ語を話すことができ、ドイツ語しか話せないガイヤーの通訳を務めた。ムスマンモは戦時中にイタリアで知り合った、ジュゼッペ・エルコラーノ中尉も誘った。
1948年4月8日から9日にかけて、アインザッツグルッペン裁判の判決が下された。全被告人が有罪とされた。犯罪組織(=アインザッツグルッペン)への参画によって起訴されたグラーフとグラーフを除いて、被告は戦争犯罪と人道に対する罪によって有罪とされた。1948年4月10日、判決が確定された。死刑判決は14人に下された。オーレンドルフは既に90,000人の殺害を認めていた。ブロベルは、バビ・ヤールで犠牲になった人数は33,000人という人数は誇張であると主張したが、一方で10,000人から15,000人の犠牲者を出していたことは認めていた。ブルーメとザントベルガーは、殺害命令が妥当であったとは主張しながらも、殺害を認めた。ブラウネはシンフェロポリの大虐殺を認めた。ヘンシュは、正確な殺害人数については失念していたが、大量殺戮の命令を下し、指揮していたことを認めた。ナウマンは、殺害した人数が135,000人という数は、少し多いのではないかとしながらも、それは総統命令であったため、正しいと考え行動したと主張した。ビバーシュタインは経験を積むために死刑執行に立ち会った。シューベルトは800人の処刑の監視を行なったことを認めた。ザイベルトはオーレンドルフの副官として、虐殺に加担していた。シュトラウヒは、虐殺命令の実行を認めた。クリンゲルヘーファーはナチス・ドイツの勝利のために虐殺命令を実行していた。 オットとシュタイムレも死刑となった。 ヨスト・フェントラー、ノスケ、ラデツキー、リュール、シュルツ、シックスは長期の懲役刑を宣告された。グラーフは裁判前の拘留期間が加算され、判決後に釈放された。
ムスマンモは、1965年にフランクフルトで行なわれた、第1回アウシュビッツ裁判で証人として証言した際に、有罪判決を下した根拠を説明した。ムスマンモは、被告が虐殺行為に積極的に関与し、且つ情状酌量の余地が無い場合には、死刑を支持したと証言した。エルヴィン・シュルツは、ウクライナで90人から100人の虐殺命令の指示を認めたものの、ユダヤ人女性と子供を虐殺命令については抗議したもののの、抗議が聞き入れられなかったために辞任し、20年の懲役刑を課せられた。より高位の上官による命令であったという抗弁は却下された。

## 刑の執行
判決後、裁判中の拘留期間を加算されていたグラーフを除いては、ランツベルク刑務所に移送され刑に服することになった。死刑囚は赤いジャケットを着用しなくてはならず、彼らは赤ジャケットと呼ばれた。囚人たちは刑務所内の文化的な行事に参加することも企画することもできた。ランツベルク刑務所では、ブローベルとクリンゲルヘーファーらは、受刑中に教会に復帰した。ノスケを除いて、アインザッツグルッペン裁判で有罪判決を受けた受刑者は、減刑を求める嘆願書を提出したものの、アメリカ軍政府は、1949年3月に却下した。一方、アメリカの戦争犯罪プログラムに対しての批判がドイツ側から、とりわけ教会やドイツ政府より寄せられた。囚人は弾圧を受けたが、1940年代終わりごろに彼らのための運動が始まった。囚人達は、緊急措置命令として行動し、戦後、戦勝国による報復行為として、そして不明瞭な法的根拠によって有罪判決を受けた被害者として描かれている。そして、裁判そのものが「勝者による裁判」と批判されてもいた。このように批判された背景としては、1946年7月18日に終了したダッハウ再審請求を背景としている。この裁判では、73人の被告全員が、バルジの戦いでアメリカ人捕虜を射殺した罪で有罪とされ、合計43人が死刑となった(詳細はマルメディ虐殺事件を参照)。マルメディ虐殺事件裁判の被告側弁護団は、アメリカ側の尋問者が被告に対して拷問を行なって、自白を強要したと非難した。これを受けて、アメリカ側は、内部調査を開始し、拷問の有無を調査したものの、証拠は見つからなかった。これにより、公正な裁判が行われたことが確認された。しかし、こうした抗議によって、その後、被告とその家族、弁護士だけでなく、やがてカトリック教会やプロテスタント教会の関係者や、報道機関等にも支持されるようになった。このような抗議がニュルンベルク裁判など、他の裁判にも徐々に見られるようになった。
勝者による裁判に反対する派閥は、ニュルンベルク裁判とダッハウ再審請求の妥当性を見直し、その結果、死刑執行の停止、実刑判決の減刑を要求した。この要求の根拠としては、命令に対しての服従が絶対であったこと、尋問方法の正当性、根拠薄弱な法的根拠、同じような虐殺を犯している者と比較しての不平等な判決、そして、死刑廃止を求めるというものであった。戦争犯罪人という呼び名の代わりに、1950年代初頭から、「戦争捕虜」ないし「戦争による受刑者」という呼び名がランツベルク刑務所の囚人にしばしば使われていた。報道や政界においては、このような呼び名の代わりに、次第に戦争犯罪人という呼び名が使われるようになった。最終的には、戦争犯罪人は、戦争捕虜や戦争による受刑者などと呼ばれることは無くなった。
カトリック教会の代表は、ケルンのヨーゼフ・フリングス枢機卿、ミュンヘンとフライジングの大司教区の補助司教で、ザクセンハウゼン強制収容所とダッハウ強制収容所に特別囚として収監された経験があるヨハネス・ノイホイスラーだった。ノイホイスラーとフリングスはランツベルク刑務所の囚人のためにアメリカの議員と、バチカンからも肯定的な声明を得られた。ノイホイスラーはブロベルとも接触を持つようになった。
バーデン＝ヴュルテンベルク州のプロテスタント教会代表のテオフィル・ワームは、ランツベルク刑務所に収容されていた戦犯に対して、献身的な活動を行なっていた。ノイホイスラーと共に、1949年に、『キリスト教囚人互助会』を設立し、1951年10月には、『戦争捕虜や拘留者に対する静かな援助』という団体に改称し、更なるロビー活動を行なっていた。1949年3月、ワームの法律顧問は、「今後数十年間、世界においてドイツの名においては、アインザッツグルッペンの犯罪は最も重いものとなる」と述べ、『オーレンドルフ・グループ』とこれ以上関わらないように忠告した。しかし、なおもワームはアインザッツグルッペン裁判の受刑者のために活動していた。アインザッツグルッペン裁判の戦犯を擁護した有力者として、オットー・ディベリウスがあげられる。
ランツベルク刑務所に収容された囚人に代わって、ハイデルベルクの司法団体が更なるロビー活動を行ない、その中心人物には、ルドルフ・アシェナウアーがいた。この団体には、弁護士、裁判官、法務省職員の他に、プロテスタント教会やカトリック教会の代表者も含まれていた。
大多数のドイツ国民は、アメリカによる戦争犯罪プログラムに対して、拒否感があった。そのため、ドイツの政治家が、ランツベルク刑務所の囚人に代わってアメリカの関係当局に介入に至ったのは当然といえる。1949年5月、西ドイツ成立後、コンラート・アデナウアー首相も1950年2月末、ボン基本法に定められた死刑廃止に伴う、死刑執行停止と禁固刑の減軽を訴え出た。ドイツ連邦議会でも、KPD議員と一部SPD議員を除いて、全政党がアデナウアーの支持に回った。特にFDP党首は、ランツベルク刑務所の囚人のために、大々的な運動を行ない、連邦大統領テオドール・ホイスやカルロ・シュミットはザントベルガーの支持運動を行なった。
アメリカ陸軍長官ケネス・クレイボーン・ロイヤルによって設立されたシンプソン委員会は、最終的に一連の裁判で下した65件の死刑判決を再調査し、裁判が合法であるとした。しかし、委員会は29件の死刑を終身刑に減刑し、常設の恩赦を検討する部門を設置することを推奨した。しかし、1948年9月14日の最終報告書には、終身刑への減刑については公表されなかった。死刑執行が一時停止した後、1948年末に死刑執行が再開された。シンプソン委員会の調査結果は、1949年1月6日に、最終的には公開されたが、恐らく委員会のメンバーの誰かが、拷問の証拠を隠ぺいしたと公表したために公開されたとみられている。

### 恩赦による正義 マクロイとペック委員会(1950年3月から8月)
アメリカ戦争犯罪プログラムに対しての批判が高まったために、在ヨーロッパアメリカ軍司令官トーマス・T・ハンディ将軍は、シンプソン委員会の勧告に応じて、1949年11月28日、ダッハウ裁判の受刑者のために、戦争犯罪恩赦委員会の設置を命令した。ニュルンベルク裁判の受刑者に対しての特赦権を有しているアメリカのジョン・J・マクロイ高等弁務官は、1950年3月に同等の委員会を設置した。3人の委員で構成された「戦犯恩赦諮問委員会」は、議長を務めるデビッド・W・ペックに因み、通称「ペック委員会」と呼ばれるようになった。マクロイによると、原則は「恩赦による正義」が行われることになっていた。アインザッツグルッペン裁判でアメリカによって拘束下にある20人の囚人に対しては、ペック委員会は1950年8月28日に7件については、刑罰は死刑のままにすべきであると勧告した。4件については懲役刑に、3件については、刑期短縮がなされることになっていた。6人の受刑者は勧告を受けた後、即時釈放されることになっていたが、6人中2人は、裁判で死刑判決を受けたままだった。 
ラデツキーへの恩赦については、プロテスタント教会の司祭によって、次のように正当化された。
「1948年12月、ラデツキーは囚人達と共にクリスマスイヴのキリスト降誕劇上演の準備を行なった。1949年のクリスマスには、歌、詩、音楽によるクリスマスの夕べを行ない、『室内楽と詩』をテーマにした、クリスマスの夕べで、ラデツキーは囚人仲間にドイツの古典的な詩と音楽に精通しており、とうとうと聞かせていた。（中略）私は、ラデツキーが釈放後の外の世界で、ドイツの復興に向けて、少なからず貢献できることを確信している」。

### 世論の圧力とマクロイの決断(1950年9月から1951年1月)
1951年1月7日、ランツベルクでデモが行われ、同地とその周辺から4,000人もの参加者が11時にランツベルク中央広場に集結し、処刑の再開反対とランツベルク刑務所の囚人の恩赦を求めるデモを行なった。デモに先立って、ランツベルク市政府が街宣車をランツベルク市内に走らせて、ランツベルク市民にデモの参加を呼びかけた。バイエルン民族党のゲバルト・ゼーロス議員、CSUのリヒャルト・イェーガー議員のほか、バイエルン州議会、教会、自治体の代表も参加した。アインザッツグルッペンDによって殺害された9万人以上のユダヤ人追悼のためにランツベルクに来ていたユダヤ人難民は、ゼーロスがオーレンドルフを筆頭とするアインザッツグルッペン裁判の他の拘留者について話すと「奴らは大量殺人者だ！」と叫び、デモを混乱させた。警察が出動し、ゴム棒で反デモ隊を攻撃した。そして、「ユダ公は出ていけ！」と反ユダヤ発言をしていたことが、南ドイツ新聞でデモ後に報じられている。1950年から1951年にかけて、恩赦を求める活動がピークに達し、マクロイは脅迫を受けるようになり、自身とその家族に警備がつくようになった。SPD党首で強制収容所に収容されたことのあるクルト・シューマッハーと白バラ抵抗運動に関わったソフィー・ショルの姉インゲ・ショルでさえ、処刑反対の抗議をした。ランツベルク刑務所に服役する囚人達の間では、母と慕われ、後に戦争捕虜や拘留者に対する静かな援助の会長となったヘレーネ・エリザベート・イゼンブルクは、個人的にマクロイの妻に陳情し、夫の恩赦を働きかけた。
こうして、抗議活動は功を奏した。当時まだ収監中であったニュルンベルク裁判の囚人89人の判決は、1951年1月31日に、79人が減刑された。アインザッツグルッペン裁判で死刑判決を受けた者の内、ブロベル、ブラウネ、オーレンドルフ、ナウマンについては、犯罪の重大性を鑑みて、死刑判決のままだった。シュトラウヒは既にベルギーに引き渡されており、同地でも死刑宣告を受けていた。しかし、彼は心神喪失を患っており、刑の執行はされなかった。アインザッツグルッペン裁判で死刑判決を受けた、ザントベルガー、オットー、ビーバーシュタイン、クリンゲルヘッファーは、死刑判決が終身刑に減刑された。求刑が死刑について、わずかでも疑いがある場合は、終身刑に変更するということについては、その他同等の地位ないしは責任を負っていた囚人たちにも拡大され適用された。ブルーメの死刑判決は25年の懲役に、シュタイムレは20年の懲役に、ヘンシュとザイブレットはそれぞれ15年の懲役に、シューベルトは10年の懲役に減刑されている。ラデツキーとリュールはすでに1951年2月に服役期間を加算して釈放されていた。ヨストとノスケの終身刑は有期刑(10年)に、シックスの懲役刑(20年)は10年に、シュルツは15年に、フェントラーの懲役刑(10年)は8年に減刑された。

### 刑執行の数度の延期と死刑判決の確定（1951年2月から6月まで）
アインザッツグルッペン裁判で確定判決となった4件の死刑判決に加え、オズヴァルト・ポールに対する死刑判決も確定した。WVHAの責任者であったポールは、親衛隊経済管理本部裁判（で死刑判決を受けた。ダッハウ裁判で、ダッハウ本裁判とブッヘンヴァルト本裁判の補助裁判でそれぞれ死刑を宣告されたゲオルク・シャレルマールとハンス＝テオドール・シュミットに対する死刑判決も確定した。死刑執行はブリット中尉が行うことになったが、彼はまず助手であるヨーゼフ・キリアンから手ほどきを受けなければならなかった。キリアンは、ミッテルバウ強制収容所で処刑人を務めており、それが原因で、ダッハウ裁判で一環として行なわれたノルトハウゼン本裁判において終身刑判決を受けた囚人であった。1946年半ばから戦犯刑務所で処刑を担当していたジョン・C・ウッズはその時点ではアメリカに帰国しており、1950年に死去していた。
7人の死刑囚は、これを受けて、刑務所の地下独房へと戻された。そこで、彼ら死刑囚はグラハムから死刑判決が確定したことを知らされ、恩赦を求める嘆願書の記入と提出する機会が与えられた。死刑執行は1951年2月15日午前0時過ぎに行われることになっており、死刑囚は所持品(下着を含む)を提出しなければならなかった。1951年2月15日午前3時、アメリカ合衆国訟務長官 フィリップ・B・パールマンは、ワシントンDCの法律顧問ウォーレン・マギーの指摘を受けて、7人の死刑囚の死刑執行停止を命じて、死刑囚は刑務所のD区に戻された。新たに、1951年5月24日が死刑執行予定となったが、これも5月25日に延期が決定された。
最終的な処刑日は、1951年6月7日に設定された。前日の6月6日には、ランツベルク刑務所のセキュリティ対策は強化された。同日、7人の死刑囚は、最期となる妻との面会を許可された。こうして、同日にアメリカ合衆国最高裁判所は、死刑執行の延期要求を却下し死刑執行日が確定した。6月6日、午後11時独房で死刑囚はグラハムから死刑の最終決定と死刑執行時刻を知らされた。その後、2人の神父が独房を訪問した。1951年6月7日、同刑務所において、午前0時から午前2時半の間に、7人の死刑囚の絞首刑が執行された。死刑には、ドイツ副首相フランツ・ブリュッヒャーと財務大臣フフリッツ・シェファーも立ち会った。戦後、ランツベルクで行なわれた合計255人の死刑執行の内、この死刑執行が最後となった.。ポール、ナウマン、ブロベルの遺体は、ランツベルクの墓地に埋められ、それ以外の4人は故郷に埋葬された。

### 恩赦、減刑、仮釈放（1951年〜1958年）
1955年8月、ドイツ条約で決定された、ドイツ代表3名、西側連合国代表3名からなる合同恩赦検討委員会が活動を開始した。ドイツ側の委員はドイツ国民からの収容者釈放要求の強い圧力を受けたために、連合国側の委員は現地の世論に配慮する必要があった。アインザッツグルッペンの裁判で実刑判決を受けた者も、1950年代のうちに仮釈放（但し保護観察下に置く）で自由が与えられた。1958年5月9日、オット、ザントベルガー、ビーバーシュタインを含む最後の4人のランツベルク囚人が釈放された.。彼らの刑期は有期懲役に減刑され、その結果、彼らの懲役は遡及して服役したとみなされた。このことは、ドイツ連邦共和国における戦争犯罪プログラムおよび恩赦委員会の活動が終了したことを意味した。

## 評価とその影響
法律規範に基づいて行われたアインザッツグルッペン裁判では、連合国によって行われた他の戦争犯罪裁判と同様に、ナチスによる犯罪を処罰することを前面に押し出していた。しかし、アインザッツグルッペン裁判に証人として出廷したアインザッツグルッペンの隊員によると、取り調べにあたった尋問官は、ソ連領内での犯罪行為の実態をよくわかっておらず、被告や自分自身(証人)が有罪にならないように、慎重に証言を行なっていた。更に、真実を究明し、被告人個々による犯罪責任を特定するための文書や証人が不足していた。アインザッツグルッペン裁判は、「史上最大の虐殺行為に対しての裁判」と言われてはいるが、その当時は、一部大規模に報道されることはあったものの、国民の間で広く大きく議論になることはなかった。
しかしながら、他のニュルンベルク継続裁判とは異なり、アインザッツグルッペン裁判は最も多くの死刑判決が下された。1940年代終わり頃から始まった、「恩赦の切望」は、死刑囚への熱烈な支持をしていたドイツや、一部アメリカの支援者のプロパガンダによるものだけではなかった。冷戦に突入し、西側連合国は、西ドイツを同盟国に加えて、「勝者による裁判」によって、西ドイツを連合国から締め出さないように注意を払っていた。
アインザッツグルッペン裁判の後に収容された者も、出所後は、補償を受け、西ドイツ社会の市民生活を受容することができた。例えば、シュタイムレはプロテスタント系の寄宿学校に就職し、ビーバーシュタインは、ノイミュンスター教区組合に就職した。ヨスト、ブルーメ、ヘンシュは弁護士として働くことになった。ノスケはテナント会社の法律顧問を務めた。ジックスは、ポルシェのディーゼルエンジン製造会社の広報になった。ザイベルトは、貿易会社の与信担当者となり、リュール、ラデツキー、フェントラー、そしてザントベルガーは事務員となった
フェレンツ主任検事は、裁判開廷前に、将来的には、人種、宗教、政治的理由による虐殺がジェノサイドとして訴追する嚆矢の裁判となるだろうと発表した。本裁判の判決には、個人と国家を等しく拘束するために、国際的な原則の再認識と更なる発展が含まれていた。
オーレンドルフは、裁判中に一貫して、独ソ戦開戦前には、ユダヤ人殺害命令が発令されていたと主張しており、他の被告からもこれについて、疑義は無かった。しかし、ユダヤ人殺害命令は1941年9月以前に発令されていたのではないかという説が、当初は歴史家の間では多数説であった。1960年代になると、ノスケとザントベルガーは、この定説を覆した。ノスケは、1941年8月にユダヤ人殺害命令を受けたと回想しており、つまりオーレンドルフが主張する、独ソ戦開戦前に存在していたユダヤ人殺害命令は、1941年6月には存在していなかったという、ノスケらの主張は、ドイツのナチス裁判の調査並びに研究によっても確認された。つまり、独ソ戦開戦時、アインザッツグルッペンの指揮官は自己の責任において、行動したのであって、緊急措置命令による防衛方針の根拠は無かったということになる。

## アインザッツグルッペンによる犯罪に対しての法的再評価
アインザッツグルッペンの犯罪が人口に膾炙するようになったのは、ウルマー・アインザッツグルッペン裁判がきっかけである。1958年4月28日から8月29日まで行われたこの裁判では、アインザッツグルッペン部隊の10人の元隊員が1941年夏にドイツとリトアニアの国境地帯において、ユダヤ人を男女、子供合わせて5,500人殺害を巡って法廷で争われた。当裁判の被告には、ハンス・ヨアヒム・ベーメ、ベルンハルト・フィッシャー=シュヴェーダー、ヴェルナー・ハースマンがいた。上級検察官エルヴィン・シューレは、ニュルンベルク継続裁判のアインザッツグルッペン裁判に関する文書類、文献、SS隊員の名簿リスト、ソ連事件報告書を活用し、本件の解明を考えた。173名いた証人には、既にアインザッツグルッペン裁判で服役経験のあるザントベルガーら6名がいた。ウルマー・アインザッツグルッペン裁判では、被告全員が有罪となり、懲役3年から15年の禁固刑と、市民権の一時はく奪の判決を下した。
この裁判では、犯行現場における、被告の写真が法廷で提出されたり、あるいは殺害後被害者から奪った金で酒を買って飲んでいたなどと言った衝撃の事実が明らかになった。これによって、ドイツ国民の間で臭い物に蓋をしていた心理に変化がみられるようになる。ウルマー裁判で明らかとなった、ナチス犯罪を訴追する司法と政治の取組は、1950年代には失敗していたものの、一方で1958年10月に、ナチス犯罪捜査の国家司法行政中央局の設立につながった。設立2ヶ月後の1958年12月には、強制収容所並びにアインザッツグルッペンの犯罪の調査が開始されることになった。かつてアメリカが収集していたアインザッツグルッペンの証拠文書等のおかげで調査が実施された。1958年から1983年の間に、153人の元隊員の50件の裁判が行われた。例としては、アインザッツコマンドの指揮官であったアルベルト・ラップ、アルベルト・フィルバート、ポール・ザップは終身刑となり、オットー・ブラッドフィッシュ、ギュンター・ヘルマン、エルハルト・クレーガー、ロベルト・モア、Kurt Christmannは短期の懲役刑を受けた。オズワルド・シェーファーは証拠不十分で無罪となり、ベルンハルト・バッツは時効によって不起訴、エーリヒ・エーリンガーは裁判に耐えられないため不起訴となった。
カール・イェーガーとアウグスト・マイヤーは拘留中に自殺した。東ドイツでも、アインザッツグルッペンの隊員に対しての裁判が少なくとも8回行われ、死刑判決ないし終身刑判決が下った。